# Borów Polski
Borów Polski (Duits: Windischborau) is een plaats in het Poolse district  Nowosolski, woiwodschap Lubusz. De plaats maakt deel uit van de gemeente Nowe Miasteczko en telt 100 inwoners.